# Minyekyawswa
Cette page contient des caractères spéciaux ou non latins. S’ils s’affichent mal (▯, ?, etc.), consultez la page d’aide Unicode.
Pour les articles homonymes, voir Minyekyawswa (homonymie).
Minyekyawswa (မင်းရဲကျော်စွာ míɴjɛ́ tɕɔ̀zwà ; septembre 1391 – 13 mars 1417) est un prince birman du royaume d'Ava. Prince héritier de 1407 à sa mort, il fut général en chef des armées d'Ava à partir de 1410. Il est surtout connu dans l'histoire de la Birmanie pour avoir livré les batailles les plus acharnées de la « guerre de Quarante Ans » (1385–1424) contre le roi Razadarit du royaume d'Hanthawaddy.
Le prince, à la tête d'un bataillon à 13 ans et d'une armée entière à 15, fut le meilleur et le plus respecté des généraux du roi Minkhaung son père. Entre 1406 et 1417, ils guerroyèrent ensemble contre tous les voisins d'Ava et réussirent presque à reconstituer le royaume de Pagan (1044-1287). En 1416, Ava avait défait les deux  états shans les plus puissants, Mohnyin (1406) et Theinni (1413), envahi l'Arakan (1406, 1412) dans l'Ouest et s'était emparé de l'ensemble du delta de l'Irrawaddy (1415), obligeant Razadarit à fuir de Pégou à Martaban. Mais en mars 1417, Minyekyawswa fut blessé près de Dala (aujourd'hui une banlieue de Rangoun) et capturé par les troupes d'Hanthawaddy. Il refusa de se faire soigner et mourut peu après, âgé de 25 ans. Minyekyawswa était profondément respecté pour son courage. Son ennemi Razadarit lui accorda des funérailles royales.
La campagne de Minyekyawswa de 1414-1417 fut le point culminant de la guerre. Après sa mort, celle-ci diminua rapidement d'intensité. Il n'y eut que deux autres campagnes (1417–1418 et 1423–1424), menées avec moins d'énergie. Les succès d'Ava devaient beaucoup à son leadership et ne furent plus aussi spectaculaires.

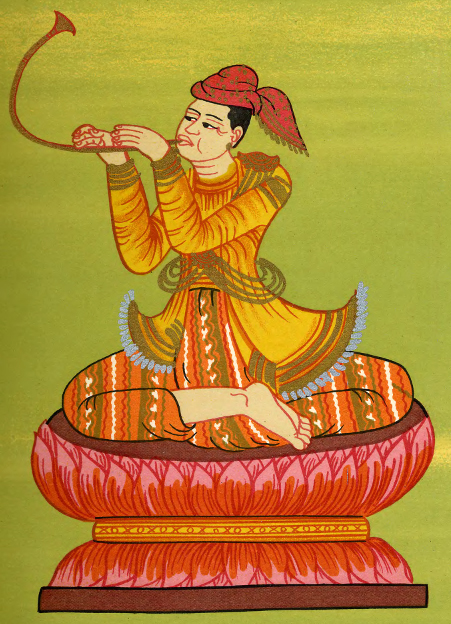
Minyekyaswa sous la forme du nat Maung Minbyu (illustration de : Temple, Sir Richard Carnac. The Thirty-Seven Nats. A Phase of Spirit Worship Prevailing in Burma. Londres, W. Griggs, 1906.).

Les épisodes de la lutte de Minkhaung et Minyekyawswa contre Razadarit font maintenant partie des récits classiques de la culture populaire birmane et le nom de Minyekyawswa est toujours cité quand on évoque les grands rois combattants de l'histoire du pays.

## Jeunesse
Minyekyawswa était le fils aîné de Minkhaung, prince de Pyinsi, et de sa reine principale Shin Mi-Nauk, fille du saopha (prince) de l'état shan de Mohnyin. Son nom de naissance était Min Phyu. Comme Minkhaung avait lui-même un huitième de sang Shan, Minyekyawswa était shan aux 9/16èmes, et 7/16èmes birman. Il grandit à Pyinsi, une cinquantaine de km au sud d'Ava.
Selon les chroniques birmanes et mônes, les habitants des royaumes d'Ava et d'Hanthawaddy croyaient que Minyekyawswa était la réincarnation du prince Bawlawkyantaw d'Hanthawaddy, exécuté sur l'ordre de son père Razadarit en 1390 sur des soupçons de trahison. On disait qu'avant d'avaler le poison, Bawlawkyantaw avait fait le serment, s'il était innocent, de renaître dans la dynastie d'Ava pour le malheur des Môns. Toujours selon la légende, la reine Shin Mi-Nauk tomba enceinte peu après avoir mangé trois friandises qu'elle avait fait venir de Basse-Birmanie. Razadarit est censé en avoir été très inquiet.
À 10 ans, Minyekyawswa accompagna son père à Ava lorsque celui-ci monta sur le trône aux alentours de septembre 1401. Minkhaung avait été aidé par son frère Theiddat, qui conduisit l'armée d'Ava contre une importante révolte du prince de Yamethin.

## Carrière militaire
Dès son jeune âge, Minyekyawswa fut une forte personnalité. Il commanda un bataillon à 13 ans, une armée à 15 et toutes les forces d'Ava à 19. Entre 1406 et 1417, il combattit les ennemis d'Ava partout où ils se trouvaient, en Arakan, en Basse-Birmanie et dans le pays shan, et simultanément. Il rétablit une situation plutôt médiocre, écrasa Theinni (Hsenwi) et son armée chinoise et fut bien près d'arracher toute la Basse-Birmanie au royaume d'Hanthawaddy.

### Premières années (1404-1410)

#### Invasion d'Ava (1404–1406)
Minyekyawswa connut son baptême du feu à 13 ans. En décembre 1404, Razadarit viola la trêve en place depuis 1391 et envahit la Haute-Birmanie avec une flottille importante (4000 bateaux de tous types), transportant des éléphants et des chevaux. Minyekyawswa fut autorisé à commander un bataillon. Cette phase de la guerre s'acheva en février 1406 avec la conclusion d'une nouvelle trêve entre les belligérants.

#### Arakan et Hanthawaddy (1406–1407)
Fin 1406, Minyekyawswa, alors âgé de 15, fut autorisé à commander l'invasion de l'Arakan. Son armée vainquit les arakanais devant leur capitale Launggyet, obligeant leur roi Min Saw Mon (Narameikhla) à s'enfuir au Bengale. Le prince laissa le nouveau roi d'Arakan, Anawrahta, avec une garnison de 3000 soldats et revint à Ava. Sa sœur Saw Pye Chantha, âgée de 13 ans, fut envoyée par Minkhaung comme épouse à Anawrahta. Peu après le départ de Minyekyawswa au début 1407, Razadarit, refusant de laisser l'Arakan aux mains d'Ava, viola la trêve une seconde fois et envoya une force d'invasion à partir de Bassein (Pathein). L'armée d'Hanthawaddy s'empara de Launggyet et captura Anawrahta et Saw Pye Chantha. Razadarit fit exécuter le gendre de Minkhaung et prit Saw Pye Chantha comme épouse, ce qui rendit Minkhaung et Minyekyawswa fous de rage. Contre l'avis de tout le monde, Minkhaung envahit le royaume d'Hanthawaddy en mai 1407, au début de la saison des pluies, et subit une sévère défaite.

#### Theinni (1408)
En 1408, Minkhaung envoya Minyekyawswa contre les raids shan organisés par Theinni (Hsenwi), le plus puissant des états shans à cette époque. Minyekyawswa réussit à les repousser.

#### Hanthawaddy (1409)
Au début 1409, Minkhaung envahit à nouveau la Basse-Birmanie, atteignant les fortifications de Pégou. Les forces de Razadarit réussirent à résister jusqu'à la saison des pluies, qui coupa les lignes de communication et d'approvisionnement de Minkhaung. Razadarit sortit alors pour l'attaquer. Les forces d'Ava furent mises en déroute. Au cours de la retraite, la reine Shin Mi-Nauk (mère de Minyekyawswa) fut capturée. Razadarit la prit à son tour pour reine. Avec sa sœur et sa mère dans le harem de Razadarit, Minyekyawswa jura sa perte.

### Commandant en chef (1410-1417)
Déprimé par le désastre de 1409, Minkhaung remit le commandement de toutes les affaires militaires à son fils.

#### Delta de l'Irrawaddy (1410)
En 1410, Minyekyawswa conduisit par le fleuve et par terre ses forces dans le delta de l'Irrawaddy pour attaquer Myaungmya, Bassein et Khebaung. Ces attaques furent infructueuses.

#### Arakan, Theinni, Prome, Mawke/Mawdon (1412–1413)
Au début de 1412, Minyekyawswa envahit l'Arakan, d'où il expulsa le souverain-fantoche installé par Hanthawaddy. Minyekyawswa y laissa une garnison et dut revenir en urgence dans le nord où l'armée de Hsenwi avait attaqué la garnison de Myedu et marchait sur Ava.
Theinni (Hsenwi) était l'état Shan le plus puissant entre le royaume d'Ava et le Yunnan chinois. Il payait tribut aux Ming et était inquiet de l'annexion des états shans de Kale et Mohnyin ; il ne souhaitait donc pas que le royaume gagnât sa guerre contre Hanthawaddy.
De retour d'Arakan, Minyekyawswa rencontra l'armée de Theinni, menée par son saopha (prince). Il tua celui-ci en combat singulier à dos d'éléphant à Wetwin (près de l'actuelle Pyin U Lwin (Maymyo)). Avec son armée de 40 000 soldats, 200 éléphants de guerre et 3000 chevaux, Minyekyawswa poursuivit l'armée en retraite jusqu'à Theinni, devant laquelle il mit le siège en novembre 1412. La ville était fortifiée et résista cinq mois, dans l'attente de renforts chinois du Yunnan. Vers mars 1413, une armée chinoise de 20 000 fantassins et 2000 cavaliers approcha de Theinni pour faire lever le siège. Minyekyawswa ordonna un retrait nocturne et s'installa dans la forêt de Sinkhan voisine. Son armée sépara celle des chinois en trois et l'attaqua au moment où elle débouchait de la forêt. Elle fit de nombreux prisonniers, dont cinq fonctionnaires, 2000 soldats et 1000 chevaux. 500 chevaux furent tués environ.
Pendant ce temps, l'armée de Razadarit reprenait l'Arakan et renversait son roi-fantoche installé par Minyekyawswa.
Après la défaite chinoise, celui-ci remit le siège devant Theinni. Mais il dut l'abandonner lorsque les forces d'Hanthawaddy attaquèrent Prome (Pyay) dans le sud. Minyekyawswa vint à son secours, tuant le général d'Hanthawaddy Lagun Ein et mettant ses troupes en déroute. En 1413 également, deux frères shans, les princes de Mawke et Mawdon (dans l'actuel district de Shwebo), attaquèrent la ville-frontière de Myedu, jusqu'à ce que Minyekyawswa les repousse.

#### Hanthawaddy (1414-1417)
Ayant réglé le problème des raids shans, Minyekyawswa envahit le delta de l'Irrawaddy avec tous ses moyens en février 1414. Dès 1415, il avait conquis la totalité du delta à l'Ouest, et jusqu'aux faubourgs de Pégou à l'Est. Devant cette ruée, Razadarit s'enfuit à Martaban. Heureusement pour lui, Minyekyawswa fut blessé à Dala (au sud de Rangoun) et capturé par les troupes d'Hanthawaddy en mars 1417,. Il refusa d'être soigné et mourut le 13 mars. (Les chroniques mônes disent qu'il mourut de ses blessures et les chroniques birmanes qu'il fut exécuté.)
Son ennemi Razadarit lui fit faire des funérailles royales. Minkhaung relança la campagne, marchant sur Dala pour exhumer les ossements de son fils. Ces restes furent solennellement dispersés dans les eaux près de Twante. Hanthawaddy attaqua Taungû en 1417 et Ava Pégou en 1418, mais la guerre commençait à s'essouffler.

## Conclusion
Minyekyawswa était profondément respecté pour son courage et sa campagne de 1414-1417 fut le point culminant de la guerre de Quarante Ans. Après sa mort, celle-ci diminua rapidement d'intensité. Il n'y eut que deux autres campagnes (1417–1418 et 1423–1424), menées avec moins d'énergie. Brisé par la mort de son fils, Minkhaung passa ses dernières années dans la piété. Il mourut au début de 1422, suivi par Razadarit plus tard dans l'année. Leurs successeurs poursuivirent la guerre quelque temps, mais une paix durable s'installa finalement en Basse-Birmanie. Ava ne remporta plus de victoires comparables à celles qu'elle avait connues sous le commandement de Minyekyawswa.
Les épisodes de la lutte de Minkhaung et Minyekyawswa contre Razadarit font maintenant partie des récits classiques de la culture populaire birmane et le nom de Minyekyawswa est toujours cité quand on évoque les grands rois combattants de l'histoire du pays.